# Autostrada A280 (Niemcy)
Autostrada A280 (niem. Bundesautobahn 280 (BAB 280) także Autobahn 280 (A280)) – autostrada w Niemczech przebiegająca z zachodu na wschód będąca połączeniem holenderskiej autostrady A7 z niemiecką autostradą A31. Na całej długości posiada przekrój czteropasowy – po dwa pasy ruchu w każdym kierunku.

## Odcinki międzynarodowe
Droga na całej długości jest częścią trasy europejskiej E22.